# Litteraturåret 1954

## Händelser

### Okänt datum
- Det litterära begreppet The Movement myntas om en samling nya författare som framträtt i England.

## Priser och utmärkelser
- Nobelpriset – Ernest Hemingway, USA[1]
- ABF:s litteratur- & konststipendium – Stig Carlson
- Bellmanpriset – Johannes Edfelt
- BMF-plaketten – Harry Martinson för Cikada
- De Nios Stora Pris – Gabriel Jönsson
- Doblougska priset – Harry Martinson, Sverige och Inge Krokann, Norge
- Eckersteinska litteraturpriset – Karl-Axel Häglund
- Litteraturfrämjandets stora pris – Erik Lindegren
- Landsbygdens författarstipendium – Gösta Carlberg, Kerstin Hed och Gunnar Falkås
- Svenska Akademiens översättarpris – Börje Knös
- Svenska Dagbladets litteraturpris – Lise Drougge, Birger Vikström och Folke Isaksson
- Tidningen Vi:s litteraturpris – Lars Ahlin, Eva Hjelm, Hans Peterson, Kai Söderhjelm, Eva Billow och Bertil Almqvist
- Övralidspriset – Sten Carlsson

## Nya böcker

### 0 – 9
- 17 dikter av Tomas Tranströmer (debut)

### A – G
- Bilder av Birgitta Trotzig
- Bittergök av Sandro Key-Åberg
- Boccaccios kock av Gustav Hedenvind-Eriksson
- Dagsedlar av Stig Dagerman
- Darunga eller Varginnans mjölk av Artur Lundkvist
- De lyckliga åren av Birger Vikström
- Dödens faster, noveller av Ulla Isaksson
- Farlig midsommar av Tove Jansson
- Flugornas herre av William Golding
- Gökklocka av Emil Hagström

### H – N
- Hemkomst av Jan Myrdal
- Hermelinens död av Willy Kyrklund
- Hundarna av Werner Aspenström
- Hästen och hans pojke av C.S. Lewis, den tredje boken i serien om Narnia
- I kvinnoland av Per Anders Fogelström
- Jag vill också ha ett syskon av Astrid Lindgren[2]
- Jakt i röd dimma av Peter Markland
- Jungfrun i det grå av Folke Fridell
- Leva och låta dö av Ian Fleming
- Liv som gräs av Artur Lundkvist
- Lyckliga Jim av Kingsley Amis
- Mio, min Mio av Astrid Lindgren[3]
- Mitt liv i spökenas bush av Amos Tutuola

### O – U
- Sagan om de två tornen av J.R.R. Tolkien
- Sagan om ringen av J.R.R. Tolkien
- Slut är fiestan av Tyyni Schulman
- Sommarorgel av Jan Fridegård
- Stockholmaren av Ivar Lo-Johansson
- Stora glömskan av Lars Ahlin
- Tusen år hos Gud av Stig Dagerman

### V – Ö
- Vinteroffer av Erik Lindegren
- Vårnatt av Tarjei Vesaas

## Födda
- 30 januari – Örjan Gerhardsson, svensk författare.
- 13 februari – Per Nilsson, svensk författare.
- 17 mars – Stig Hansén, svensk författare och journalist.
- 20 mars – Christoph Ransmayr, österrikisk författare.
- 23 mars – Lars Andersson, svensk författare och översättare.
- 10 april – Peter Kihlgård, svensk författare och dramatiker.
- 1 maj – Ma Oftedal, svensk präst och författare.
- 23 maj – Anja Snellman, finländsk författare.
- 7 juni – Jan Theuninck,  belgisk målare och poet.
- 17 juli – J. Michael Straczynski, amerikansk författare och TV-producent.
- 23 juli – Annie Sprinkle, amerikansk porrskådespelare, strippa, programledare, konstnär och författare.
- 15 augusti – Stieg Larsson, svensk journalist och författare, chefredaktör för Expo och en av stiftelsens grundare.
- 27 september – Larry Wall, kanadensisk programmerare, lingvist och författare.
- 26 december – Roy Jacobsen, norsk författare.

## Avlidna
- 10 maj – Louis de Geer, 65, svensk författare av barn- och ungdomslitteratur.
- 1 juni – Martin Andersen Nexø, 84, dansk författare.
- 14 juli – Jacinto Benavente, 87, spansk författare, nobelpristagare 1922.
- 27 juli – Rainer Maria Gerhardt, 27, västtysk författare.
- 12 september – Sigrid Boo, 56, norsk författare.
- 27 september – Alexander Abasheli, 70, georgisk poet, prosaförfattare och science fiction-författare.
- 25 oktober – Marika Stiernstedt, 79, svensk författare.
- 4 november – Stig Dagerman, 31, svensk prosaförfattare, dramatiker och journalist.
- 19 december – Frans G. Bengtsson, 60, svensk författare.

### Fotnoter
1. ↑  ”Nobelpriset i litteratur”. https://www.nobelprize.org/prizes/lists/all-nobel-prizes-in-literature/. Läst 20 mars 2011.
2. ↑  ”Astrid Lindgren”. http://www.astridlindgren.se/verken/bocker/bilderbocker. Läst 21 mars 2011.
3. ↑  ”Astrid Lindgren”. http://www.astridlindgren.se/verken/bocker/textbocker. Läst 21 mars 2011.